# São Miguel do Tocantins
São Miguel do Tocantins est une municipalité brésilienne située dans l'État du Tocantins.